# شهباز شهبازی
شهباز شهبازی سیاست‌مدار ایرانی بود، که در دوره بیست و چهارم مجلس شورای ملی به عنوان نماینده فیروزآباد از استان فارس در مجلس شورای ملی حضور داشت.